# Riker Lynch
Riker Anthony Lynch (Littleton, Colorado, 8 de noviembre de 1991) es un famoso músico, cantante, compositor, actor, y bailarín. Actualmente tiene su propia banda llamada Riker and The Beachcombers, además fue vocalista y bajista de la banda R5 con sus hermanos Ross Lynch, Rocky Lynch, su hermana Rydel Lynch y su mejor amigo Ellington Lee Ratliff. Riker es más conocido por su interpretación de Jeff, uno de los alumnos de la Academia de Dalton en la serie musical de Fox, Glee. En 2015, quedó en segundo puesto en la temporada 20 de Dancing with the Stars con Allison Holker como su pareja de baile.
Actualmente está casado con Savannah Latimer.

## Primeros años
Riker nació en Littleton, Colorado. Él es el mayor de los hijos de Mark y Stormie Lynch. A la edad de tres, Riker comenzó a aprender a cantar y actuar en las producciones de Colorado y más tarde comenzó a tomar clases de baile. Estuvo en grupos de canto que actuaron en todo Denver, y en el verano que actuaría en las versiones infantiles de obras como Peter Pan, Aladdin, Annie Get Your Gun (musical), A Chorus Line, y Grease (musical). Riker y sus hermanos constantemente hacían conciertos en el sótano para el resto de la familia cantando y bailando con Michael Jackson, Elvis, Backstreet Boys, y *NSYNC. Él y su hermana Rydel tomaron clases de piano y compitieron como socios en los concursos de baile. En 2007, Riker se mudó con su familia a California para perseguir una carrera como joven artista.
Después de mudarse a Los Ángeles, uno de los hermanos de Riker, Rocky Lynch, comenzó a mostrar interés en tocar la guitarra,  él mismo enseñó a tocar y tomó inspiración de bandas como Fall Out Boy y Green Day. Rocky después enseñó a su hermano menor Ross a tocar la guitarra y enseñaba Riker a tocar el bajo. Rydel, que había aprendido con anterioridad a tocar el piano, tomó el instrumento de nuevo, y en octubre de 2009 la familia se unió a Ellington Ratliff en un estudio de baile. Al enterarse de que podía tocar la batería, agregaron a Ratliff como el último miembro, utilizando el apellido de Ratliff completaron R5.
Riker es también el primo de bailarines / cantantes y actores Derek Hough, Julianne Hough, Allan Gorosito y su hermano Ross Lynch es la estrella en la serie de televisión de Disney Channel Austin & Ally.

## Carrera

### Música
Riker es el bajista y uno de los vocalistas de la banda de R5 con sus hermanos Ross, Rydel y Rocky y con su mejor amigo Ellington. R5 toca en todo el sur de California, en lugares tales como el Orange County Fair, Feria de San Diego, The Knitting Factory, y Six Flags Magic Mountain. En abril de 2012 R5 anunció a través de la web del grupo que habían firmado un contrato discográfico con Hollywood Records y que se están preparando para su gira del club por primera vez en mayo de ese año , en marzo de 2016 terminaron su segunda gira mundial, Sometime Last Night y tras lanzar su álbum con el mismo nombre.

#### Álbumes
R5 lanzó un EP titulado "Ready Set Rock" el 9 de marzo de 2010, que consta de las canciones escritas principalmente por Riker y su hermano Rocky junto con su hermana Rydel, entrenador de la banda E-Vega, y vocal entrenador / compositor, Mauli B. El Parlamento Europeo también fue producido por E-Vega.
Dos años más tarde, el 19 de febrero de 2012, lanzó junto con R5 un EP titulado Loud El EP alcanzó el Top 3 de las listas de iTunes dentro de las 24 horas de su lanzamiento. Riker ha descrito su sencillo debut «Loud» como "es como esta enorme gran fiesta ruidosa."
Su primer álbum de estudio, Louder, fue lanzado el 14 de septiembre de 2013. El 5 de febrero de 2014 Riker, junto con los demás miembros de R5, embarcaron su primer tour mundial, recorriendo todos los continentes.
El 22 de julio de 2014 lanzó su tercer EP con R5, "Heart made up on you", que consta con cuatro canciones: "Heart Made Up On You", "Things Are Looking Up", "Easy Love" y "Stay With Me".
Su nuevo álbum, "Sometime Last Night" -En algún momento de anoche- se estrenó el 10 de julio de 2015, teniendo canciones "más maduras" a comparación de su antiguo trabajo.

### Actuación
Es conocido por su interpretación de Jeff Sterling, uno de los Warblers de Dalton Academy en Fox de la serie de televisión Glee. Fue un actor recurrente desde la segunda temporada, apareció en seis capítulos, y volvió en la tercera temporada en el episodio, "The First Time". Fue de gira con los protagonistas de glee en 2011, se le puede ver en Glee Live! In Concert! tour, desde el 21 de mayo del 2011 hasta el 3 de julio del 2011: cuatro semanas en los Estados Unidos y Canadá, seguido por doce días en Inglaterra e Irlanda. La película fue filmada durante ese periodo del tour..

### Baile
El 24 de febrero de 2015, Lynch fue anunciado como una de las celebridades que participarían en la temporada 20 de Dancing with the Stars. Fue emparejado con la bailarina profesional Allison Holker. El 19 de mayo de 2015, Lynch y Holker finalizaron en el segundo puesto, perdiendo contra Rumer Willis y Valentin Chmerkovskiy.

## Filmografía
| Año         | Título                     | Personaje                      | Notas |  |
| ----------- | -------------------------- | ------------------------------ | --- |  |
| 2008        | Sunday School Musical      | Miembro del coro de Crossroads | |  |
| 2008        | Passport to Explore        | Él mismo                       | |  |
| 2008        | The Fresh Beat Band        | Bailarín principal             | |  |
| 2009        | So You Think You Can Dance | Él mismo                       | 1 episodio (25 de junio de 2009) |  |
| 2010        | Suicide Dolls              | Niño Hip                       | |  |
| 2010        | Zeke and Luther            | Bailarín Goin' Zoomin'         | Episodio: "Goin' Zoomin'" |  |
| 2010        | Hannah Montana             | Actor en el Video              | El chico del salón de clases |  |
| 2009 - 2013 | Glee                       | Jeff                           | Papel recurrente, episodios: "Special Education", "The Sue Sylvester Shuffle", "Silly Love Songs", "Sexy"Original Song", "Born This Way", "The First Time", "Michael", "On My Way", "Dynamic Duets" y "Thanksgiving" |  |
| 2011        | Glee: The 3D Concert Movie | Jeff                           | película documental, papel secundario |  |
| 2011        | The Muppets                | Town people dancer             | Lanzado el 23 de noviembre de 2011 |  |
| 2012        | City of Jerks              | Sketch Ball                    | Papel menor |  |
| 2013        | Buffering                  | Martin Riggs                   | Episodio: "It's All Part of the Plan" |  |
| 2015        | Dancing with the Stars     | Concursante                    | Temporada 20 |  |

## Discografía

### Con R5
Álbumes de estudio
- 2013: Louder
- 2015: Sometime Last Night

EP
- 2010: Ready Set Rock
- 2013: Loud
- 2014: Live in London
- 2014: Heart Made Up On You
- 2017: New Addictions